# Bellonella petila
Bellonella petila is een zachte koraalsoort uit de familie Alcyoniidae. De koraalsoort komt uit het geslacht Bellonella. Bellonella petila werd in 1988 voor het eerst wetenschappelijk beschreven door Verseveldt & Bayer. 